# جامعة نيومكسيكو
جامعة نيومكسيكو (بالإنجليزية: University of New Mexico)‏ هي جامعة عامة في ألباكركي ولاية نيومكسيكو في الولايات المتحدة. تم إنشاؤها عام 1889. تمنح الجامعة مختلف أنواع الدرجات العلمية من بكالوريوس وماجستير ودكتوراه في شتى فروع الآداب والعلوم والهندسة. يشغل حرم الجامعة الواقع في ألباكركي مساحة قدرها 2.4 كيلومترا مربعا. هناك عدة فروع أخرى للجامعة في غالوب ولوس ألاموس وتاوس ومقاطعة فالينسيا.

## وصلات خارجية
الموقع الرسمي